# Lobotomie

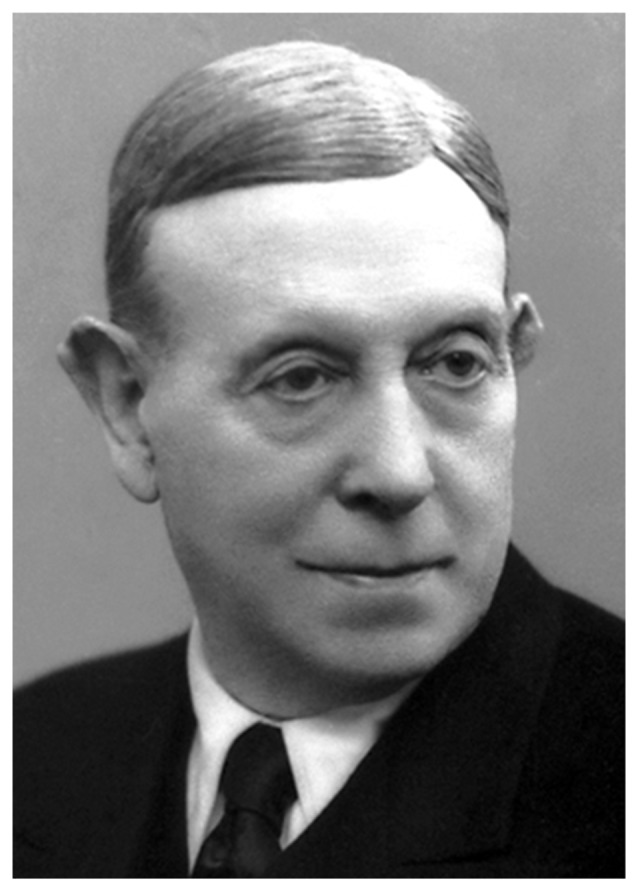
Antonió Egas Moniz

Lobotomie, z řeckého lobos (mozkový lalok) a tome (řez), je operativní neurochirurgický zákrok, při kterém jsou přerušena nervová vlákna spojující mozkový lalok s ostatními částmi mozku. Užívala se v psychochirurgii k léčení některých závažných duševních poruch (zejména se prováděla v oblasti frontálního laloku). Později byla invazivní léčba nahrazena psychofarmaky.

## Historie
Lobotomii poprvé provedl portugalský lékař António Egas Moniz. Nechal se mimo jiné inspirovat londýnským neurologickým kongresem, na kterém v roce 1935 Carlye Jacobson a John Fulton prezentovali výsledky chirurgického přerušení nervových spojů mezi čelními laloky a limbickým systémem opičí samičky. Výrazně tak omezili její agresivní projevy. Moniz už na kongresu vznesl otázku, proč neléčit duševní nemoci chirurgicky i u lidí.
První osobou, na které Moniz provedl lobotomii, byla třiašedesátiletá žena trpící těžkými depresemi a úzkostnými stavy. Měla paranoidní představy, kvůli nimž byla přesvědčena, že ji chce otrávit policie apod. Zákrok byl proveden injekční stříkačkou s alkoholem, který měl přerušit nervová spojení. Ta byla zavedena dvěma otvory o průměru pera vyvrtanými v lebce. Pacientka po operaci přestala pociťovat úzkostné stavy, roztěkanost a paranoiu. Správně hodnotila svůj současný duševní stav i stav před operací. Inteligence a chování nebyly zjevně narušeny.
Poté Moniz provedl experiment s dvaceti pacienty, z nichž část odoperoval injekcí s alkoholem a část speciálním skalpelem pro provádění lobotomie – leukotomem. Podle Monize bylo z dvaceti pacientů pomocí lobotomie sedm zcela vyléčeno, sedm pocítilo částečné zlepšení a zbylých šest zůstalo beze změn. Poté, co výsledky v roce 1937 publikoval v American Journal of Psychology, otevřel cestu lobotomii do zámoří. Zde se jí ujali dva chirurgové, Walter Freeman a James Watts. Ti operaci prováděli ostrým špičatým nástrojem, kterým do mozku pronikali těsně nad oční bulvou přes kost oční jamky. Pomocí transorbitální lobotomie, jak techniku nazvali, zaznamenali Freeman s Wattsem u úzkostných a depresivních pacientů podobné výsledky jako Moniz. Operacím se dostalo výrazné mediální pozornosti. Odhaduje se, že v rozmezí let 1936 až 1978 bylo provedeno 35 tisíc lobotomií. Od objevení antipsychotik po roce 1950 počet uskutečněných operací výrazně klesá.
V roce 1949 byl António Egas Moniz za objev lobotomie a založení neurochirurgie vyznamenán Nobelovou cenou.

## Kritika
Lobotomie byla od počátku silně kritizována ze strany některých neurologů. U 30 % pacientů se totiž vyskytly komplikace v podobě epileptických záchvatů. Vyskytly se také případy úmrtí, prasklých cév a u většiny pacientů se proměnily projevy jejich osobnosti (útlum, apatie, ztráta životní jiskry). O špatnou pověst zákroku se postaral také sám Freeman, který cestoval po USA, kdy denně prováděl až 25 operací. Příliš se nezabýval výběrem svých pacientů, nesterilizoval si nástroje a ani pacienty nepřikrýval operační rouškou.
Podstoupila ji i tehdy 23letá Rosemary Kennedyová, členka významné rodiny Kennedyů (a sestra budoucího prezidenta Spojených států J. F. Kennedyho), jejíž rodiče ji chtěli zbavit její „přílišné impulsivnosti a prostořekosti“. Z jiskrné mladé ženy se po zákroku stala osoba mentálně na úrovni dvouletého dítěte, nebyla schopna chodit ani mluvit a pomočovala se. Rodina ji odklidila do ústavní péče v ústraní.
Lobotomie rozpoutala diskuzi na téma lékařské etiky. Podle tvrzení přednosty neurochirurgické kliniky ÚVN v Praze Prof. MUDr. Vladimíra Beneše k ukončení léčby lobotomií v USA výrazně přispěl také film režiséra Miloše Formana Přelet nad kukaččím hnízdem.